# Wonderful Pretty Cure!
Wonderful Pretty Cure! (わんだふるぷりきゅあ！?, Wandafuru Purikyua!, Wonderful Precure!) è la ventunesima serie televisiva anime del franchise di Pretty Cure, creata da Izumi Tōdō e prodotta dalla Toei Animation. Trasmessa in Giappone su TV Asahi dal 4 febbraio 2024 al 26 gennaio 2025, in Italia è stata diffusa sottotitolata in lingua italiana da Crunchyroll.
Wonderful Pretty Cure! è preceduta da Hirogaru Sky! Pretty Cure e seguita da You and Idol Pretty Cure♪.

## Trama
Ad Animal Town, dove animali e umani vivono in armonia, Iroha Inukai vive con la sua migliore amica, la cagnolina Komugi. Quando la città viene messa a soqquadro da un mostro Garugaru, Komugi vuole proteggere la sua amata padroncina e riesce così a trasformarsi in un'umana e a diventare una Pretty Cure, Cure Wonderful. Per aiutare gli animali del Niko Garden il cui cuore è stato corrotto dal misterioso potere dei Garugaru, a lei si uniscono la stessa Iroha (Cure Friendy), la gattina Yuki (Cure Nyammy) e la sua padroncina Mayu Nekoyashiki (Cure Lillian), e insieme collaborano per riportarli al Niko Garden.

## Personaggi

### Principali
Komugi Inukai (犬飼 こむぎ?, Inukai Komugi) / Cure Wonderful (キュアワンダフル?, Kyua Wandafuru)
Doppiata da: Maria Naganawa (ed. giapponese)
Nata il 13 maggio, è una cagnolina marrone di razza papillon che molti anni prima è stata salvata e adottata da Iroha, la sua padroncina. Dopo essere diventata una Pretty Cure ha ottenuto una forma umana, e quindi è molto emozionata di poter parlare con lei, tuttavia i suoi poteri si esauriscono quando si stanca troppo. Ha delle eccellenti capacità motorie, può comprendere quello che dicono gli altri animali e avvertire la presenza dei Garugaru quando si risvegliano. Ama mangiare, fare lunghe camminate ed è molto curiosa. Quando parla si riferisce a sé stessa in terza persona. Dopo del tempo, grazie al potere dei Kirarin Animal salvati dalle Pretty Cure per riparare il Niko Diamond nel Niko Garden, inizia a frequentare la stessa scuola media di Iroha, finendo anche in classe con lei e fingendo di essere sua cugina. Con il proseguire della serie si scopre che, prima di essere adottata da Iroha, era la cagnolina di un anziano signore che le aveva messo nome Marron (マロン?, Maron), tuttavia riconoscerà il forte legame tra le due e deciderà di non separarle, affidando ad Iroha le cure di Komugi. L'esclamazione che ripete spesso è "Wonderful!" (「わんだふるー！」?, "Wandafurū!"), che imita da Iroha. Si trasforma in Cure Wonderful, la Pretty Cure di colore rosa, la cui frase di presentazione è «Adoro tutti in questo mondo bellissimo» (《みんな大好き素敵な世界》?, «Minna daisuki sutekina sekai») e la frase simbolo è "Dai, divertiamoci insieme♪" (「いっしょに遊ぼ♪」?, "Issho ni asobo ♪").
Iroha Inukai (犬飼 いろは?, Inukai Iroha) / Cure Friendy (キュアフレンディ?, Kyua Furendi)
Doppiata da: Atsumi Tanezaki (ed. giapponese)
Nata il 7 agosto, frequenta il secondo anno presso la scuola media Wangan (湾岸第二中学校?, Wangan dai-ni chūgakkō). Ama gli animali e la sua routine quotidiana prevede che ogni mattina faccia una camminata con Komugi. Ha molti amici e anche gli animali la adorano. È altruista, onesta e non le riesce bene dire le bugie. È brava negli sport. I suoi genitori gestiscono una clinica e salone di bellezza per animali chiamato "Friendly dōbutsu Byouin & Salon" (フリエンドリィ動物 病院＆サロン?, Furiendorī dōbutsu Byōin & Saron). Il suo più grande sogno è quello di poter conoscere tutti gli animali del mondo e di diventare loro amica. Dopo del tempo riconoscerà i suoi sentimenti per Satoru e i due cominceranno a frequentarsi come una coppia. La sua espressione simbolo è "Wonderful!" (「ワンダフルー！」?, "Wandafurū!"). Si trasforma in Cure Friendy, la Pretty Cure di colore viola, la cui frase di presentazione è «I sorrisi di tutti danno luce al mondo» (《みんなの笑顔で彩る世界》?, «Minna no egao de irodoru sekai») e la frase simbolo è "Fatemi sentire la vostra voce" (「あなたの声をきかせて」?, "Anata no koe wo kikasete").
Yuki Nekoyashiki (猫屋敷 ユキ?, Nekoyashiki Yuki) / Cure Nyammy (キュアニャミー?, Kyua Nyamī)
Doppiata da: Satsumi Matsuda (ed. giapponese)
Nata il 21 dicembre, è la gattina bianca che vive con Mayu e mascotte del negozio "Pretty Holic" di sua madre. È stata adottata da Mayu quando, alcuni anni prima, la trovò sola e abbandonata in un paese di montagna. Ha una personalità orgogliosa, è indipendente e le piace fare le cose a modo suo. Ama i collari a fiocco che Mayu cuce per lei e i riposini al sole. Non va molto d'accordo con Komugi, che cerca sempre di giocare con lei, date le loro due personalità opposte e comincia a provare gelosia per Mayu nei confronti di Iroha e Komugi, poiché teme che le due possano ferirla emotivamente o che possano inavvertitamente farle del male durante gli inseguimenti ai Garugaru. Dopo essersi trasformata in una Pretty Cure misteriosamente e all'oscuro da tutti, inizia ad agire da sola per proteggere la sua padroncina dagli attacchi dei Garugaru usando la forza fisica contro di loro e mostrandosi fredda nei confronti di Cure Wonderful e Cure Friendy. Successivamente, grazie all'arrivo di Cure Lillian imparerà a collaborare con le altre Pretty Cure per salvare gli Animali Niko senza far loro del male. Inizia a frequentare la scuola media e diventa una compagna di classe di Komugi, Iroha e Mayu, fingendo di essere una cugina di quest'ultima e dimostrandosi eccellente in ogni materia scolastica. Si trasforma in Cure Nyammy, la Pretty Cure di colore blu, la cui frase di presentazione è «Un mondo nobile, elegante e luccicante» (《気高くかわいくきらめく世界》?, «Kedakaku kawaiku kirameku sekai») e la frase simbolo è "D'accordo, ti dedicherò qualche momento" (「仕方ない、構ってあげる」?, "Shikatanai, kamatte ageru").
Mayu Nekoyashiki (猫屋敷 まゆ?, Nekoyashiki Mayu) / Cure Lillian (キュアリリアン?, Kyua Ririan)
Doppiata da: Reina Ueda (ed. giapponese)
Nata il 5 novembre, frequenta il secondo anno delle scuole medie. È una ragazza che si è appena trasferita ad Animal Town e abita in un negozio "Pretty Holic" con sua madre. Ama molto la sua gatta Yuki e, per darsi coraggio nelle situazioni più tese, adora stringerla a sé e coccolarla. Dato il suo carattere introverso e la sua bassa autostima non è brava a socializzare e si fa prendere dal panico quando viene avvicinata da nuove persone, ma il suo più grande desiderio è quello di avere degli amici. Ama l'artigianato, la moda ed è brava nei lavori manuali, per cui è sempre felice di realizzare qualcosa per gli altri. Scoperto il segreto delle Pretty Cure e il Niko Garden, cerca di aiutarle come può e, dopo aver scoperto la vera identità di Cure Nyammy, esprimerà il desiderio di volerla proteggere, trasformandosi anche lei in una Pretty Cure. Prima di trasferirsi frequentava l'Accademia Koizumi (小泉学園?, Koizumi Gakuen) in una grande città. Si trasforma in Cure Lillian, la Pretty Cure di colore verde, la cui frase di presentazione è «Fila, tendi e intessi tutto il mondo» (《結んで紡いでつながる世界》?, «Musunde tsumuide tsunagaru sekai») e la frase simbolo è "Non aver paura, non devi averne" (「こわくない、こわくない」?, "Kowakunai, kowakunai").

### Antagonisti
Gaou (ガオウ?, Gaou)
Doppiato da: Takeo Ōtsuka, Shinya Takahashi (lupo) (ed. giapponese)
È la figura inizialmente oscura e dalle sembianze di un lupo del Giappone antropomorfo che ha attaccato il Niko Garden e che ha corrotto gli animali che lo abitano trasformandoli in Garugaru. In passato era il capo del branco di lupi di Animal Town e da anni prova risentimento verso gli umani che estinsero il suo popolo, volendone cancellare l'esistenza. Possiede una gemma dai poteri misteriosi che si rivelerà essere un frammento del Niko Diamond che Gaou rubò quando invase il Niko Garden. Grazie ad esso riesce ad acquisire il potere di soggiogare gli animali per trasformarli in Gaogaon o in Garugaru.
Torame (トラメ?, Torame)
Doppiato da: Eriko Matsui (ed. giapponese)
È un lupo che fece parte del branco di Gaou, il quale ha rievocato la sua anima da una delle statue del Santuario Toboe di Animal Town. Può assumere le sembianze di un ragazzino vivace e a cui piacciono le cose interessanti. Principalmente crea Gaogaon con le uova di Garugaru unendole con il potere di Gaou.
Zakuro (ザクロ?, Zakuro)
Doppiata da: Mai Nakahara (ed. giapponese)
È una lupa che fece parte del branco di Gaou, il quale ha rievocato la sua anima da una delle statue del Santuario Toboe di Animal Town. Può assumere le sembianze di una donna ed è innamorata di Gaou. Principalmente crea Gaogaon con gli animali terrestri unendoli con il potere di Gaou.
Garugaru (ガルガル?, Garugaru)
Doppiati da: Shinya Takahashi (ed. giapponese)
Sono i mostri evocati dalle uova misteriose che hanno corrotto un Animale Kirarin o un Animale Niko. Quando ad essere trasformato è un Animale Kirarin il mostro Garugaru utilizza la gemma che ha sulla fronte per scagliare attacchi molto potenti. Il loro nome deriva dall'onomatopea giapponese "garugaru" (がるがる?), corrispondente al suono che emettono gli animali quando ringhiano.
Gaogaon (ガオガオーン?, Gaogaōn)
Doppiati da: Shinya Takahashi (ed. giapponese)
Sono i mostri, evocati da Torame o Zakuro, che grazie all'unione delle uova di Garugaru o di un animale terrestre con il potere oscuro di Gaou sostituiscono i Garugaru e rispetto a loro sono molto più potenti. Il loro nome deriva dall'onomatopea giapponese "gaogao" (ガオガオ?) che indica il suono emesso dal ruggito degli animali feroci.

### Altri personaggi
Satoru Toyama (兎山 悟?, Tōyama Satoru)
Doppiato da: Takuma Terashima (ed. giapponese)
Nato il 7 settembre, è un compagno di classe di Iroha e padrone di Daifuku. È gentile, meticoloso e cordiale. Viene a sapere che Iroha e Komugi sono delle Pretty Cure e usa il suo grande sapere sugli animali per aiutarle. A scuola frequenta il club di biologia e non è bravo nell'attività fisica. Nasconde una cotta per Iroha, della quale Mayu, Yuki e Daifuku sono a conoscenza, tuttavia, Satoru preferisce non confessare i suoi veri sentimenti all'amica per paura di metterla in imbarazzo. Grazie al supporto dei suoi amici, riuscirà a dichiararsi a lei e i suoi sentimenti verranno ricambiati.
Nel film e nel finale della serie può trasformarsi, pur non diventando una Pretty Cure.
Daifuku (大福?, Daifuku)
Doppiato da: Yūichi Nakamura (ed. giapponese)
Nato il 27 marzo, è un coniglio, animale domestico di Satoru. È molto coraggioso.
Nel film e nel finale della serie ottiene la capacità di parlare assieme ad una forma umana e ad una trasformazione, pur non diventando una Pretty Cure.
Niko (ニコ?, Niko)
Doppiata da: Kana Ueda (ed. giapponese)
È la somma creatrice del Niko Garden dalle sembianze di un unicorno e perciò definita Diamond Unicorn. È considerata alla stregua di una dea e possiede poteri speciali che gli altri Animali Niko non hanno. È chiamata da tutti Somma Niko (ニコ様?, Niko-sama) e, sebbene la sua apparenza adorabile, ha una personalità forte, gentile e dignitosa, e ama ogni forma di vita. Dopo l'attacco dei Garugaru è scomparsa misteriosamente ma, grazie alle Pretty Cure, dopo aver radunato tutti e nove gli Animali Kirarin e dopo aver rimesso in ordine il Niko Garden, riappare sotto forma di un uovo arcobaleno con un piccolo corno sulla punta. Da allora le Pretty Cure si prendono cura di lei cercando di farla schiudere. Una volta schiusa racconta alle Pretty Cure del passato di Gaou e di come avesse cercato di proteggere gli Animali Niko dal suo attacco trasformandoli in uova, ma dubita che i loro poteri siano abbastanza contro il nemico. Tuttavia riuscirà a riconoscere il legame delle Pretty Cure e donerà loro i suoi poteri tramite il Diamond Ribbon Castle e la trasformazione delle guerriere in Diamond Ribbon Style. Poco tempo dopo si scoprirà che Niko può assumere una forma umana grazie ai suoi poteri contenuti nel Niko Diamond del Niko Garden e che inizialmente anche lei, come Gaou, era scettica nel credere al legame tra gli umani e gli animali, ricredendosi dopo aver visto come ad Animal Town tutti vivano in armonia tra di loro. Quando è felice è solita ripetere "Nikoniko!" (「ニコニコ！」?, "Nikoniko!").
Mey Mey (メエメエ?, Meemee)
Doppiato da: Shinnosuke Tachibana (ed. giapponese)
È un Animale Niko simile ad una pecora antropomorfa che si prende cura del Niko Garden, dove lavora come maggiordomo al servizio di Niko, la sua padrona. Per quanto possa sembrare pacato e gentile, è facilmente irascibile, ed è solito rimproverare le Pretty Cure ripetendo la frase "Non farlo maaai!" (「ダメエ〜！」?, "Damee~!"). È stato purificato da Cure Wonderful quando anche lui si era trasformato in un mostro Garugaru e da allora aiuta le Pretty Cure a salvare gli Animali Kirarin e gli Animali Niko per ripristinare il Niko Garden. La sua specialità è preparare il tè speciale del Niko Garden. Nutre un forte sentimento di amicizia nei confronti di Satoru, tanto da diventare geloso di lui quando comincerà ad uscire con Iroha
Animali Kirarin (キラリンアニマル?, Kirarin Animaru)
Doppiati da: Misato Matsuoka (Coniglio Kirarin), Yuko Iida (Pinguino Kirarin), Tomoko Ikeda (Leone Kirarin), Yukina Shuto (Orso Kirarin), Hana Shimano (Cerbiatto Kirarin), Aika Wakuno (Criceto Kirarin), Chiwa Saitō (Volpe Kirarin), Mari Kiyohara (Panda Kirarin) e Fū Hirohara (Cigno Kirarin) (ed. giapponese)
Sono nove Animali Niko speciali che rappresentano diverse specie di animali. Sono stati corrotti e trasformati in uova di Garugaru per cui le Pretty Cure si adoperano per salvarli e riportarli nel Niko Garden in modo da ricostruirlo. Ognuno di loro abita in una propria casa nel Niko Garden e porta sulla fronte una gemma diversa. Grazie al potere dello Scettro Friendly o del Tamburello Amity Ribbon le Pretty Cure riescono a chiedere in aiuto i loro poteri per poter purificare i Garugaru. Finiscono le loro frasi con l'intercalare "~kira" (「〜キラ」?, "~kira").
Animali Niko (ニコアニマル?, Niko Animaru)
Doppiati da: Yūki Kodaira, Yuko Iida, Misato Matsuoka e Tomoko Ikeda (ed. giapponese)
Sono gli animali che abitano nel Niko Garden. Presentano alcune caratteristiche diverse rispetto agli animali terrestri e furono portati nel Niko Garden molti anni prima da Niko. Sono stati corrotti e trasformati in uova di Garugaru per cui le Pretty Cure si adoperano per salvarli e riportarli nel Niko Garden. Il verso che emettono è  "niko~" (「ニコ〜」?, "niko~").
Youko Inukai (犬飼 陽子?, Inukai Yōko)
Doppiata da: Yūki Kodaira (ed. giapponese)
È la madre di Iroha. È una veterinaria. Dopo del tempo viene a sapere con il marito che Komugi può parlare e trasformarsi in un'umana, di Mey Mey e del Niko Garden, dimostrandosi profondamente interessata ad aiutare la figlia. Tuttavia le viene tenuto nascosto il segreto delle Pretty Cure.
Tsuyoshi Inukai (犬飼 剛?, Inukai Tsuyoshi)
Doppiato da: Hiroshi Shirokuma (ed. giapponese)
È il padre di Iroha. È un toelettatore di animali. Dopo del tempo viene a sapere con la moglie che Komugi può parlare e trasformarsi in un'umana, di Mey Mey e del Niko Garden, dimostrandosi profondamente interessato ad aiutare la figlia. Tuttavia gli viene tenuto nascosto il segreto delle Pretty Cure.
Sumire Nekoyashiki (猫屋敷 すみれ?, Nekoyashiki Sumire)
Doppiata da: Chiwa Saitō (ed. giapponese)
È la madre di Mayu. Progetta trucchi e gestisce un negozio Pretty Holic. Dopo del tempo viene a conoscenza del fatto che Yuki può parlare e trasformarsi in una ragazza umana ma non ne rimane particolarmente sorpresa, accettando spontaneamente la cosa.
Takayuki Nekoyashiki (猫屋敷 貴行?, Nekoyashiki Takayuki)
Doppiato da: Kenji Fukuda (ed. giapponese)
È il padre di Mayu. È un fotografo ed è sempre in viaggio per il mondo alla ricerca di diverse specie di animali e paesaggi.
Sindaco Washio (鷲尾市長?, Washio Shichō)
Doppiato da: Wataru Takagi (ed. giapponese)
E il sindaco di Animal Town.
Kiyoshi Babazono (馬場園 清?, Babazono Kiyoshi)
Doppiato da: Mitsuru Takakuwa (ed. giapponese)
È l'insegnante di economia domestica della classe di Iroha, Mayu e Satoru. È anche il responsabile del club di equitazione.
Mitsuko Ookuma (大熊 みつ子?, Ōkuma Mitsuko)
Doppiata da: Yuko Iida (ed. giapponese)
È una compagna di classe di Iroha, Mayu e Satoru. Ha una personalità estroversa e i suoi genitori gestiscono una fattoria ad Animal Town. Adora prendersi cura degli animali.
Nanami Kanie (七海 蟹江?, Kanie Nanami)
Doppiata da: Hana Shimano (ed. giapponese)
È una compagna di classe di Iroha, Mayu e Satoru. Ha una personalità sensibile.
Sho Ikari (猪狩 勝?, Ikari Shō)
Doppiato da: Shouhei Komatsu (ed. giapponese)
È un compagno di classe di Iroha, Mayu e Satoru. È un membro del club di calcio scolastico, gioco di cui è particolarmente appassionato. Dopo aver visto le eccezionali capacità motorie di Komugi decide di rivaleggiare con lei a pallone, nonostante Komugi abbia scambiato il calcio per un gioco di cattura della palla.
Karasuma (烏丸?, Karasuma)
Doppiata da: Yukina Shuto (ed. giapponese)
È una compagna di classe di Iroha, Mayu e Satoru. È silenziosa e indossa gli occhiali. I suoi genitori gestiscono il Santuario della Pietra Specchio ad Animal Town e perciò è in possesso di antichi documenti che raccontano del passato della città.
Kitsunezaki (狐埼?, Kitsunezaki) & Tanukihara (狸原?, Tanukihara)
Doppiati da: Haruno Inoue e Seiko Ueda (ed. giapponese)
Sono due compagni di classe di Iroha, Mayu e Satoru. Sono membri entusiasti del club scolastico di teatro e cercano sempre di coinvolgere Yuki nelle loro recite. Kitsunezaki è la sceneggiatrice del club e ha la capacità di scrivere un interno copione teatrale in poche ore.
Hitsujida (羊田?, Hitsujida), Torieda (鳥枝?, Torieda), Ushigome (牛込?, Ushigome), Kamogawa (鴨川?, Kamogawa), Takayama (鷹山?, Takayama), Saruwatari (猿渡?, Saruwatari), Ryūzaki (竜崎?, Ryūzaki), Torai (虎井?, Torai) & Zoutani (象谷?, Zoutani)
Doppiati da: Tomoko Ikeda, Misato Matsuoka, Aika Wakuno, Yūki Kodaira, Masahiro Yamanaka, Haruno Inoue e Seiko Ueda (ed. giapponese)
Sono i restanti compagni di classe di Iroha, Mayu e Satoru.
Yuuma Chiran (知覧 友真?, Chiran Yūma)
Doppiata da: Fu Hirohara (ed. giapponese)
È la bambina che diventò amica di Mayu quando entrambe frequentavano le scuole elementari insieme e che come lei è molto timida. Per via di un malinteso le due smisero di parlarsi, generando molto dispiacere in Mayu. Possiede un chinchilla di nome Kotetsu (こてつ?, Kotetsu).
Otsuru (狐埼?, Otsuru), Okame (お亀?, Okame) & Oshika (お鹿?, Oshika)
Doppiate da: Natsuki Aikawa, Mari Kiyohara e Yūki Kodaira (ed. giapponese)
Sono tre simpatiche e anziane signore che visitano spesso il negozio Pretty Holic della madre di Mayu. Otsuru possiede un vecchio cagnolino di nome Fuku (フク?, Fuku), che ama molto.
Kurihara (栗原?, Kurihara)
Doppiato da: Nobuo Tobita (ed. giapponese)
È l'anziano signore che fu il precedente padrone di Komugi e che le mise nome "Marron". Per via della sua età si muove su di una sedia a rotelle. Nonostante ami ancora molto la sua cagnolina decide di non separarla da Iroha, riconoscendo il loro forte legame.
Subaru (昴?, Subaru)
Doppiato da: Takeo Ōtsuka (ed. giapponese)
È stato un uomo che centinaia di anni prima abitava ad Animal Town. Riuscì a stabilire un forte legame con un lupo al quale salvò la vita e ad avvicinarsi così al suo branco. Tuttavia i suoi concittadini gli vietarono di interagire ulteriormente con i lupi per evitare eventuali pericoli. Dopo del tempo, grazie alla decifrazione del suo diario fatta da Satoru, si scopre che il lupo con il quale fece amicizia fu in realtà Gaou.

## Media

### Anime
Wonderful Pretty Cure! è la ventunesima serie televisiva anime del franchise di Pretty Cure, creata da Izumi Tōdō e prodotta dalla Toei Animation. La serie è diretta da Masanori Sato, scritta da Yoshimi Narita e con il character design di Yoko Uchida. La sigla originale di apertura è Wonderful Precure! evolution!! (わんだふるぷりきゅあ！ｅｖｏｌｕｔｉｏｎ！！?), cantata da Chihaya Yoshitake e composta da EFFY con il testo di Saori Kodama; le sigle di chiusura sono FUN☆FUN☆Wonderful DAYS! (ＦＵＮ☆ＦＵＮ☆わんだふるＤＡＹＳ！?) per gli ep. 1-22, cantata da Ami Ishii e Moeha Nochimoto e composta da Hige Driver con i testi di Mike Sugiyama, e Shiawase Evolution♡ (しあわせえぼりゅ～しょん♡?), composta da Rei Ishizuka. Del video della sigla di testa sono state realizzate due versioni: rispetto alla prima, nella seconda vengono modificate alcune parti, aggiungendo Yuki e Mayu in alcune scene e inserendo tutti e nove gli Animali Kirarin. Anche della seconda sigla di coda vengono realizzate due versioni, la ~Komugi & Iroha Ver.~ e la  ~Yuki & Mayu Ver.~, che si alternano tra gli episodi. Nell'ultimo episodio la sigla finale è Wonderful Smile, cantata da Ami Ishii, durante la quale vengono mostrate alcune immagini della vita di Komugi, Iroha e dei loro amici dopo gli avvenimenti della serie. Alla fine di ciascun episodio della messa in onda televisiva è presente un breve segmento intitolato Anata no ouchi no Wonderful♥ (あなたのおうちの わんだふる♥?), nel quale vengono selezionate ogni volta tre foto di animali domestici mandate dai telespettatori.
Durante il diciottesimo episodio della serie, prima dei titoli di coda, è stato trasmesso un messaggio speciale per ringraziare i fan delle 1000 puntate del franchise trasmesse su TV Asahi nel quale si vedono diversi spezzoni delle varie serie comporre un'immagine di Cure Wonderful e Cure Black che formano con le mani il numero 1000.

#### Trasmissioni e adattamenti internazionali
Wonderful Pretty Cure è stato trasmesso, oltre che in Giappone, anche in diversi Paesi in tutto il mondo.
In America del Nord, Australia, Nuova Zelanda, Sudafrica, America del Sud, Europa, Medio Oriente, Russia e Africa la serie è resa disponibile in streaming in versione sottotitolata in lingua inglese, spagnola, italiana, tedesca, portoghese, francese e russa simultaneamente alla messa in onda giapponese.
A Hong Kong l'anime va in onda su ViuTV dal 6º aprile 2024 e a Taiwan su YOYO TV dal 21º aprile 2024. L'adattamento adottato a Taiwan, in cinese, rende la parola Cure con il carattere 天使S (Tiānshǐ), che significa "Angelo", nei nomi delle protagoniste, e con i caratteri 美妙宠物 光之美少女S (Měimiào chǒngwù guāng zhīměi shàonǚ, lett. "Meravigliosi animali ragazze della luce") il titolo della serie. Gli episodi, oltre ad essere doppiati, sono anche sottotitolati, le trasformazioni e gli attacchi sono tradotti. A Hong Kong i nomi presentano gli stessi ideogrammi degli originali, ma cambia la pronuncia, le formule di trasformazione restano invariate e gli attacchi sono tradotti.
In Corea del Sud la serie è trasmessa su JEI TV e Tooniverse dal 4º dicembre 2024. Le sigle sono cantate in coreano e restano invariate le formule di trasformazione e gli attacchi, ma viene eliminato ogni riferimento al Giappone e cambiano tutti i nomi dei personaggi: Komugi è Kang Bo-ri (강보리?), Iroha è Kang Ro-ha (강로하?), Yuki è Ko Gyeo-ul (고겨울?) e Mayu è Ko Mi-yu (고미유?).

#### Episodi
| Nº | Titolo italiano (traduzione letterale) Giapponese 「Kanji」 - Rōmaji                                                          | In onda           | In onda |
| Nº | Titolo italiano (traduzione letterale) Giapponese 「Kanji」 - Rōmaji                                                          | Giapponese        |         |
| 1  | Tutto inizia con un "Wonderful!" 「はじまりは「わんだふる！」」 - Hajimari wa "Wandafuru!"                                    | 4 febbraio 2024   |         |
| 2  | Diventiamo tutti amici, Cure Friendy! 「みんな友達、キュアフレンディ！」 - Minna tomodachi, Kyua Furendi!                     | 11 febbraio 2024  |         |
| 3  | Non dirlo maaai! 「言っちゃダメエ〜！」 - Iccha damee~!                                                                       | 18 febbraio 2024  |         |
| 4  | Mayu e la gatta dei Nekoyashiki 「猫屋敷の猫とまゆ」 - Nekoyashiki no neko to Mayu                                            | 25 febbraio 2024  |         |
| 5  | Legami che uniscono, Scettro Friendly! 「つながるキズナ フレンドリータクト！」 - Tsunagaru kizuna Furendorī Takuto!           | 3 marzo 2024      |         |
| 6  | Komugi litiga con Iroha 「こむき、いろはとクンカする」 - Komugi, Iroha to kenka suru                                          | 10 marzo 2024     |         |
| 7  | Il loro Friend Liberale! 「ふたりのフレンドリベラーレ！」 - Futari no Furendo Riberāre!                                       | 17 marzo 2024     |         |
| 8  | Mayu e l'ansia da nuovo semestre 「まゆのドキドキ新学期」 - Mayu no dokidoki shingakki                                        | 24 marzo 2024     |         |
| 9  | Komugi va alle medie! 「こむぎ、中学生だワン！」 - Komugi, chūgakusei da wan!                                                 | 31 marzo 2024     |         |
| 10 | Ricordi sepolti nella neve 「ユキの中の思い出」 - Yuki no naka no omoide                                                      | 7 aprile 2024     |         |
| 11 | Una creatura enorme si nasconde fra le montagne!? 「山に潜む、巨大生物！？」 - Yama ni hisomu, kyoudai seibutsu!?             | 14 aprile 2024    |         |
| 12 | Io sono Cure Nyammy 「私はキュアニャミー」 - Watashi wa Kyua Nyamī                                                            | 21 aprile 2024    |         |
| 13 | Alla ricerca di Cure Nyammy! 「キュアニャミーを探せ！」 - Kyua Nyamī wo sagase!                                               | 28 aprile 2024    |         |
| 14 | La prima notte fuori di Mayu 「まゆ、はじめてのお泊り」 - Mayu, hajimete no otomari                                           | 5 maggio 2024     |         |
| 15 | La giornata tipo di Mey Mey, la pecora-maggiordomo 「ヒツジの執事 メエメエの一日」 - Hitsuji no shitsuji Mee Mee no ichinichi | 12 maggio 2024    |         |
| 16 | Il mistero della Pietra Specchio 「鏡石のふしぎ」 - Kagami Ishi no fushigi                                                    | 19 maggio 2024    |         |
| 17 | Io ti proteggerò! 「私が、あなたを守る！」 - Watashi ga, anata wo mamoru!                                                     | 26 maggio 2024    |         |
| 18 | I sentimenti di Mayu e i sentimenti di Yuki 「まゆの気持ち、ユキの気持ち」 - Mayu no kimochi, Yuki no kimochi                 | 2 giugno 2024     |         |
| 19 | Arriva Cure Lillian! 「キュアリリアン、誕生！」 - Kyua Ririan, tanjō!                                                         | 9 giugno 2024     |         |
| 20 | Insieme non abbiamo paura 「二人ならこわくない」 - Futari nara kowakunai                                                      | 16 giugno 2024    |         |
| 21 | Mayu e Yuki vanno a scuola 「まゆとユキのスクールライフ」 - Mayu to Yuki no sukūru raifu                                      | 23 giugno 2024    |         |
| 22 | Wonderful Go! 「わんだふるご〜！」 - Wandafuru go~!                                                                           | 30 giugno 2024    |         |
| 23 | Desideri da esprimere! Waon 「願い事はワォ〜〜〜〜〜ン」 - Negaigoto wa wao~n                                                 | 7 luglio 2024     |         |
| 24 | Un uovo molto insolito 「不思議すぎるたまご」 - Fushigi sugiru tamago                                                         | 14 luglio 2024    |         |
| 25 | Estate! Spiaggia! Compiti! 「夏だ！海だ！宿題だ！」 - Natsu da! Umi da! Shukudai da!                                          | 21 luglio 2024    |         |
| 26 | Un caldo pericoloso! 「暑すぎてヤバい！」 - Atsu sugite yabai!                                                                | 28 luglio 2024    |         |
| 27 | Vogliamo scovare uno tsuchinoko! 「ツチノコに会いた〜い！」 - Tsuchinoko ni aita~i!                                           | 4 agosto 2024     |         |
| 28 | Che spasso alle Fattorie Ookuma! 「大熊牧場で遊ぼ♪」 - Ōkuma Bakujou de asobo♪                                                | 11 agosto 2024    |         |
| 29 | Piacere di conoscerti, somma Niko! 「はじめましてニコ様！」 - Hajimemashite Niko-sama!                                        | 18 agosto 2024    |         |
| 30 | Un castello wonderful! 「わんだふるなキャッスル！」 - Wandafuru na kyassuru!                                                  | 25 agosto 2024    |         |
| 31 | Nyanfluencer Mayu 「ニャンフルエンサーまゆ」 - Nyanfuruensā Mayu                                                              | 1º settembre 2024 |         |
| 32 | L'animale preferito dello zoo 「動物園の推しアニマル」 - Doubutsuen no oshi animaru                                           | 8 settembre 2024  |         |
| 33 | Super sorrisone animale 「マルっとアニマルスマイル」 - Marutto Animaru Sumairu                                                | 15 settembre 2024 |         |
| 34 | Miao, miao, miaoting 「ねこ、ネコ、猫集会」 - Neko, neko, neko shūkai                                                         | 22 settembre 2024 |         |
| 35 | Satoru e l'operazione dichiarazione 「悟の告白大作戦」 - Satoru no kokuhaku daisakusen                                        | 29 settembre 2024 |         |
| 36 | Un wonderful davvero speciale 「特別なワンダフル」 - Tokubetsuna wandafuru                                                    | 6 ottobre 2024    |         |
| 37 | Primo appuntamento tutti assieme!? 「みんなで初デート！？」 - Minna de hatsu dēto!?                                           | 13 ottobre 2024   |         |
| 38 | Quella che Komugi chiama "casa" 「こむぎの帰る場所」 - Komugi no kaeru basho                                                  | 20 ottobre 2024   |         |
| 39 | Niko Evolution! 「ニコエボリューション！」 - Niko Eboryūshon!                                                                 | 27 ottobre 2024   |         |
| 40 | Lo strano caso del Baumiao 「ワンニャン大事件」 - Wan nyan daijiken                                                           | 10 novembre 2024  |         |
| 41 | Yuki sul palco! 「ユキ・オンステージ！」 - Yuki on sutēji!                                                                    | 17 novembre 2024  |         |
| 42 | Tantissimi animali wonderful! 「みんなのおうちのワンダフル！」 - Minna no ouchi no wandafuru!                                 | 24 novembre 2024  |         |
| 43 | Una trama di sentimenti 「つむがれる思い」 - Tsumugareru omoi                                                                 | 1º dicembre 2024  |         |
| 44 | Tantissima felicità 「たくさんの幸せ」 - Takusan no shiawase                                                                  | 8 dicembre 2024   |         |
| 45 | Amici per sempre, fino in fondo 「ずっとずっと友達」 - Zutto zutto tomodachi                                                  | 15 dicembre 2024  |         |
| 46 | Meeerry Christmas! 「メェェェリィクリスマス！」 - Meeeri Kurisumasu!                                                          | 22 dicembre 2024  |         |
| 47 | Un Gaou anno nuovo 「あけましてガオウ」 - Akemashite Gaou                                                                     | 5 gennaio 2025    |         |
| 48 | Gli amici di Gaou 「ガオウの友達」 - Gaou no tomodachi                                                                        | 12 gennaio 2025   |         |
| 49 | La tua voce 「あなたの声」 - Anata no koe                                                                                     | 19 gennaio 2025   |         |
| 50 | Wonderful senza fine! 「ず〜っとわんだふる！」 - Zu~tto wandafuru!                                                            | 26 gennaio 2025   |         |

### Film
| Titolo | Prima visione                |
| Titolo | Giapponese (cinematografica) |
| --- | ---------------------------- |
| Wonderful Pretty Cure! The Movie! - Dokidoki ♡ game no sekai de daibōken! (わんだふるぷりきゅあ！ ざ・むーびー！ ドキドキ♡ゲームの世界で大冒険！?, Wandafuru Purikyua! Za Mūbī! Dokidoki ♡ gēmu no sekai de daibōken!)  | 13 settembre 2024            |
| Eiga You and Idol Pretty Cure♪ - Omatase! Kimi ni todokeru KirakkiLive! (映画 キミとアイドルプリキュア♪ お待たせ！キミに届けるキラッキライブ！?, Eiga Kimi to Aidoru Purikyua♪ Omatase! Kimi ni todokeru KirakkiRaibu!) | 12 settembre 2025            |

### Manga
Il manga di Wonderful Pretty Cure!, disegnato da Futago Kamikita, è stato serializzato sulla rivista Nakayoshi di Kōdansha da marzo 2024 a febbraio 2025.

### Musiche
Contestualmente alla serie verranno pubblicati diversi CD e raccolte, sia di brani musicali che di colonna sonora, da Marvelous.
| Nº | Titolo CD | Numero tracce | Data di uscita   |
| -- | --- | ------------- | ---------------- |
| 1  | Wonderful Precure! evolution!! / FUN☆FUN☆Wonderful DAYS! (わんだふるぷりきゅあ！ｅｖｏｌｕｔｉｏｎ！！／ＦＵＮ☆ＦＵＮ☆わんだふるＤＡＹＳ！?)                                                                      | 4             | 27 marzo 2024    |
| 2  | Wonderful Precure! - Original Soundtrack 1: Precure Wonderful Sound!! (わんだふるぷりきゅあ！ オリジナル・サウンドトラック１ プリキュア・ワンダフル・サウンド！！?)                                               | 36            | 29 maggio 2024   |
| 3  | Wonderful Precure! - Vocal Album ~We are Wonderful!!!!~ (わんだふるぷりきゅあ！ ボーカルアルバム ～Ｗｅ ａｒｅ わんだふる！！！！～?)                                                                             | 15            | 24 luglio 2024   |
| 4  | Shiawase Evolution♡ / Wonderful Precure! evolution!! with Wonderful Precure! Ver. (しあわせえぼりゅ～しょん♡／わんだふるぷりきゅあ！ｅｖｏｌｕｔｉｏｎ！！ ｗｉｔｈ Ｗｏｎｄｅｒｆｕｌ Ｐｒｅｃｕｒｅ！ Ｖｅｒ.?) | 6             | 21 agosto 2024   |
| 5  | Wonderful Precure! - Original Soundtrack 2: Precure Eternal Sound!! (わんだふるぷりきゅあ！ オリジナル・サウンドトラック２ プリキュア・エテーナル・サウンド！！?)                                                 | 33            | 11 dicembre 2024 |
| 6  | Wonderful Precure! - Vocal Best ~Sekai wa ONE de Afureteru~ (わんだふるぷりきゅあ！ ボーカルベスト～世界はONEであふれてる～?)                                                                                     | 30            | 29 gennaio 2025  |